# Paul Alfred Biefeld
Paul Alfred Biefeld (* 22. März 1867 in Jöhstadt; † 21. Juni 1943 in Granville, Ohio) war ein deutscher Astronom und Physiker.
Biefeld emigrierte 1881 ein erstes Mal in die Vereinigten Staaten. Er erhielt 1894 an der University of Wisconsin–Madison den Bachelor of Sciences in Elektrotechnik. Anschließend nahm Biefeld für drei Jahre die Stelle des Konrektors an der High School von Appleton, Wisconsin an. Von 1899 bis 1900 arbeitete er als Laborassistent von Professor H. F. Weber an der ETH Zürich, wo er Albert Einstein traf. 1900 erwarb er den Doktorgrad an der Universität Zürich und heiratete am 11. April Emma Bausch aus Frankfurt am Main.
Von 1900 bis 1906 war Biefeld Professor für Mathematik, Physik und Elektrotechnik am Technikum Hildburghausen. 1906 wanderte Biefeld endgültig in die USA aus. Er ließ sich in Ohio nieder, wo er zunächst bis 1911 als Professor an der University of Akron Physik und Astronomie unterrichtete. 1911 zog er nach Granville, Ohio, und war bis 1936 Professor für Astronomie an der Denison University.
Dort veranlasste er auch 1923 seinen Protegé Thomas Townsend Brown, gewisse Grundlagenforschungen mit Röntgenröhren fortzusetzen, die dieser bereits 1921 experimentell begonnen hatte. Die Entdeckungen in diesem Zusammenhang wurden als Biefeld-Brown-Effekt bekannt. Biefeld leitete zudem das Warner and Swasey Observatory in East Cleveland, Ohio, für welches auch Brown ab 1926 arbeitete.